# لاگو رانکو
لاگو رانکو (به اسپانیایی: Lago Ranco) یک شهرستان در شیلی است که در رانکو واقع شده‌است. لاگو رانکو ۱٬۷۶۳٫۳ کیلومتر مربع مساحت و ۹٬۵۷۵ نفر جمعیت دارد و ۶۴ متر بالاتر از سطح دریا واقع شده‌است.